# هانس اشتوک
هانس اشتوک (آلمانی: Hans Stuck؛ زادهٔ ۲۷ دسامبر ۱۹۰۰ در ورشو، درگذشتهٔ ۹ فوریهٔ ۱۹۷۸ در گرایناو، بایرن) رانندهٔ مسابقات اتومبیل‌رانی اهل آلمان بود که از فصل ۱۹۵۱ تا ۱۹۵۳ در مجموع در پنج گراند پری از مسابقات جهانی فرمول یک شرکت کرد، اما موفق به کسب هیچ امتیازی نشد.
اشتوک در ۹ فوریهٔ ۱۹۷۸ در گرایناو، بایرن درگذشت.